# Рыбак, Василий Иванович
Василий Иванович Рыбак (укр. Василь Іванович Рибак; род. 2 ноября 1983, Тернополь) — украинский футболист, нападающий.

## Игровая карьера
Воспитанник тернопольского футбола. Первый тренер — Зиновий Петрович Савицкий. С 2000 года играл в дубле «Нивы». 12 мая 2001 года дебютировал в основной команде. В этот день «Нива» в рамках высшей лиги принимала криворожский «Кривбасс» и уступила 0:2. Всего в сезоне 2000/01 гг. в высшей лиге сыграл три матча. По результатам сезона тернопольская команда заняла последнее место в высшем дивизионе и опустилась в первую, а через год и во вторую лигу. Кроме тернопольской команды все клубы, в которых играл Рыбак на Украине, также представляли третий по силе дивизион, это: «Горняк-Спорт», «Житычи» и «Рава».
Летом 2007 года тренер Юрий Дубровный вернул Рыбака в «Ниву». В первом же матче Василий получил травму, из-за которой пропустил большую часть первого круга. Во время процесса восстановления, в команде произошла смена тренера. С новым наставником «Нивы» Петром Червнем отношения у футболиста не заладились. Рыбак решил сменить клуб. В зимнее межсезонье пробовал свои силы в перволиговой «Крымтеплице», но до подписания контракта не дошло. Через несколько дней, после того как покинул расположение крымчан, футболист получил приглашение от молдавской «Олимпии», которую тренировал бывший наставник «Нивы» Михаил Дунец.